# さとり少年団
さとり少年団（さとりしょうねんだん）は、スターダストプロモーションに所属する若手俳優で構成された「恵比寿学園男子部」（通称EBiDAN）からの派生プロジェクト「EBiDAN THE STREET」内のユニットである。

## 概要
スターダストプロモーションA&R ZERO所属。(個人では制作3部所属。)
- 2015年（平成27年）7月18日、結成の3人組ダンス＆ボーカルユニット。
- 3人とも1999年(平成11年)生まれの同い年である。
- グループ名は、3人の生まれた「さとり世代」から。

「さとり世代」は、世間的に「打たれ弱い」「大きな夢を持てない」と言う特徴があって、全くやる気のない印象を持たれている。それを3人が救世主として、イメージを変えていこうといった意味が込められている。
- グループカラー(ペンライトカラー)は、「   オレンジ」。

(2016年は青だったが、2018年謙信バースデーライブにてオレンジに決定。)
- ファンの呼称は、「IROTAS(イロタス)」。

"SATORI"を逆さ読みしたものである。さとり少年団とファンが映し鏡のような存在になって、一緒に歩んでいけたらとの思いが込められている。
- 2018年4月29日・5月6日、EBiSSHとの2マンライブにて2つのグループの合同プロジェクト、One And Only(後にONE N' ONLY)が披露された。ここから、さとり少年団とONE N' ONLYでの活動をしている。
- 2020年1月21日、暫くONE N' ONLYの活動に集中するとブログで発表された。発表後から、さとり少年団での活動は一度も行われることがなく、現在自然消滅状態である。

## メンバー
※イメージカラーは現在公式では使用されていない。（2018年謙信バースデーライブでグループカラーが決まったため）
| 名前 | 本名(ふりがな)               | 生年月日(年齢)         | 担当                       | 出身地 | 血液型 | イメージカラー |
| ---- | ---------------------------- | ---------------------- | -------------------------- | ------ | ------ | -------------- |
| 永玖 | 山下永玖 (やました えいく)   | 1999年12月19日（25歳） | ボーカル                   | 山梨県 | B型    | ピンク         |
| 謙信 | 上村謙信 (かみむら けんしん) | 1999年7月8日（25歳）   | ダンサー (ラップ)          | 愛知県 | B型    | 黄             |
| 颯斗 | 高尾颯斗 (たかお はやと)     | 1999年9月17日（25歳）  | ダンサー (ラップ) リーダー | 静岡県 | AB型   | 青             |

## 沿革

### 2015年
- 7月18日 - 永玖[2]、謙信[3]、颯斗[4]のユニット結成。公式ブログで発表された。

- 9月2日 - 初のEBiDAN THE STREET内ユニットとして公式ブログでユニット名がさとり少年団が発表された[5]。
- 9月12日 - 初のストリートライブをミューザ川崎にて行う。

### 2016年
- 6月22日 - 初のEBiDAN THE STREETインストアイベント開催・出演を発表
- 7月21日 - EBiDAN THE KiDS FES.2016　eggman出演
- 同日 - HMV&BOOKS TOKYOイベント出演。[6] インストアイベントでは初の特典会も実施された。
- 8月10日 - よみうりランドプールWAIライブ出演。
- 9月8日~10月10日 - HMV&BOOKS TOKYOのEBiDAN museum内にてポスター展示[7]。
- 10月30日 - EBiDAN THE UNION HALLOWEEN PARTY 2016（東京ドームシティホール）出演[8]

### 2017年
- 8月3日,4日 - EBiDAN THE LIVE 2017〜Summer Party〜出演。メインアクトとして初参加。シャッフルユニットには、1日目に「PUSH//」永玖(大智役)、「恵比寿学園ダンス部」颯斗、2日目に「ロマンス特急」謙信(ユースケ役)で参加。
- 8月18日‐デリシャカス2017  (赤坂サカス広場 デリシャカステージ)  出演[9]。
- 8月19日 - 『BREAK ME DOWN』・スタンプカード特典会  (ミューザ川崎)  出演[10]。
- 9月16日 - 西武船橋店にてデビューシングル『ヘルプ ユー』のリリースイベントがスタート。本人たちも知らないサプライズで、『ヘルプ ユー』がTBS系全国28局ネット「トミカハイパーレスキュー ドライブヘッド 機動救急警察」のオープニング主題歌になることが発表された。[11]
- 10月7日 - デビューシングル『ヘルプ ユー』が、TBS系全国28局ネット「トミカハイパーレスキュー ドライブヘッド 機動救急警察」のオープニング主題歌として放送開始。
- 10月12日 - さとり少年団公式LINE BLOG開設。
- 11月15日 - デビューシングル『ヘルプ ユー』発売。発売記念イベント（タワーレコード渋谷店）開催。ファンの呼称が「IROTAS」になることを発表した。[12]
- 11月19日 - ららぽーと新三郷にてデビューシングル『ヘルプ ユー』リリースイベント最終日を迎えた。ここで、初のワンマンライブを開催することを発表。[13]

### 2018年
- 3月3日 - Shibuya Milkywayにて初のワンマンライブ開催。WE/GO、WE ARE SBC 2018、Stay Alive、パラダイムシフト、BREAK ME DOWN（rearrange）初披露。BREAK ME DOWN（rearrange）は颯斗が振り付けを担当。2ndシングル「WE/GO」のリリースとリリースイベントの開催を発表。[14]
- 3月14日 - さとり少年団オフィシャルサイト開設[15]
- 3月18日 - さとり少年団の原点でもある川崎のタワーレコード川崎で2ndシングル『WE/GO』のリリースイベントがスタート。
- 4月29日,5月6日 - EBiSSHとのツーマンライブ開催。Justin Bieberの『What Do You Mean?』カバーを披露。東京アンコールにてEBiSSHとのスペシャルユニットOne And Only(後にONE N' ONLYとなる)による『I'M SWAG』披露。[16]
- 5月9日 - 2ndシングル『WE/GO』発売。池袋ニコニコ本社にてリリースイベント開催。
- 5月13日 - タワーレコード渋谷店にて2ndシングル『WE/GO』のリリースイベント最終日を迎えた。初の謙信のバースデーライブ開催を発表。[17]
- 7月15日 - Shibuya Milkywayにて謙信のバースデーライブ開催。さとり少年団のメンバーのバースデーライブはこれが初。『夏へダイビング(仮)』初披露。さとり少年団のペンライトカラーをオレンジに統一することが発表。さらに、颯斗のバースデーライブの開催も発表。[18]
- 8月28,29日 - EBiDAN THE LIVE 2018〜Summer Party〜出演。シャッフルユニットには2日目に「生肉★ドラゴン」永玖(洸希役)、颯斗(颯役)で参加。
- 9月16日 - Shibuya Milkywayにて颯斗のバースデーライブ開催。初の東名阪ワンマンライブツアーが開催されることを発表。[19]
- 12月15日 - Shibuya Milkywayにて永玖のバースデーライブ開催。[20]
- 12月22,24,26日 - 初の東名阪ワンマンライブツアー開催。愛知、大阪でのワンマンは初。BURGER SHOPの彼女、Live My Life、Winter Life初披露。夏へダイビングは(仮)が外れ、歌詞が多少変更された。[21]

### 2019年
- 5月12日 - 2ndシングル『Dark Knight』全国フリーライブツアー最終日にて、さとり少年団夏の東名阪ツアー開催が発表される。[22]
- 7月7日 - 渋谷SPACE ODDにて謙信のバースデーライブが開催された。I wanna say... (new ver.)初披露。[23]
- 7月20,21,27日 - 夏の東名阪ツアー開催。いけない恋の歌（仮称・名古屋のみ）、ジャンピングワインディングロード初披露。さらに、颯斗のバースデーライブの開催が発表される。[24]
- 9月15日 - 渋谷SPACE ODDにて颯斗のバースデーライブが開催された。さとり少年団×BoyAge Xmasライブ in サンリオピューロランドの開催が発表される。[25]
- 12月5日 - ラジオ「さとり少年団〜We Are SBC〜」内で同ラジオが年内の放送をもって終了と発表された。
- 12月8日 - さとり少年団×BoyAge Xmasライブ in サンリオピューロランドが開催された。ハローキティも出演した。
- 12月21日 - 渋谷SPACE ODDにて永玖のバースデーライブが開催された。[26]
- 12月26日 - ラジオ「さとり少年団〜We Are SBC〜」最終回。「PrizmaX presents "EBi-Dunk!!"」の22時台ゲストとしても登場した。

### 2020年
- 1月21日 - 暫くONE N' ONLYの活動に集中するとブログで発表。[27]それに伴い、さとり少年団はONE N' ONLY(EBiSSH)のブログから更新することになる。[28]
- 4月15日 - ONE N' ONLY 1stアルバム『ON'O』発売。「夏へダイビング」がTYPE-Bに収録された。歌詞・アレンジが多少変更。

## 作品
|                    | 発売日       | タイトル       | 規格               | 規格品番               | 収録曲           |
| ------------------ | ------------ | -------------- | ------------------ | ---------------------- | ---------------- |
| ミュージックカード | 2016年6月5日 | I wanna say... | ミュージックカード | ZXRE-5025 (エイク盤)   | 1.I wanna say... |
| ミュージックカード | 2016年6月5日 | I wanna say... | ミュージックカード | ZXRE-5029 (ケンシン盤) | 1.I wanna say... |
| ミュージックカード | 2016年6月5日 | I wanna say... | ミュージックカード | ZXRE-5030 (ハヤト盤)   | 1.I wanna say... |
| ミュージックカード | 2016年6月5日 | I wanna say... | ミュージックカード | ZXRE-5031 (グループ盤) | 1.I wanna say... |
| 会場限定5000枚CD   | 2017年4月9日 | BREAK ME DOWN  | CD                 |                        | 1.BREAK ME DOWN  |

### シングル
|     | 発売日         | タイトル    | 最高位                      | 規格 | 規格品番       | 収録曲                                   |
| --- | -------------- | ----------- | --------------------------- | ---- | -------------- | ---------------------------------------- |
| 1st | 2017年11月15日 | ヘルプ ユー | 週間17位                    | CD   | ZXRC-1120(A盤) | 1.ヘルプ ユー 2.gomenne                  |
| 1st | 2017年11月15日 | ヘルプ ユー | 週間17位                    | CD   | ZXRC-1121(B盤) | 1.ヘルプ ユー 2.It`s My JK Life          |
| 1st | 2017年11月15日 | ヘルプ ユー | 週間17位                    | CD   | ZXRC-1122(C盤) | 1.ヘルプ ユー 2.BREAK ME DOWN(rearrange) |
| 2nd | 2018年5月9日   | WE/GO       | 週間9位 インディーズ部門1位 | CD   | ZXRC-1152(A盤) | 1.WE/GO 2.Stay Alive                     |
| 2nd | 2018年5月9日   | WE/GO       | 週間9位 インディーズ部門1位 | CD   | ZXRC-1153(B盤) | 1.WE/GO 2.WE ARE SBC 2018                |
| 2nd | 2018年5月9日   | WE/GO       | 週間9位 インディーズ部門1位 | CD   | ZXRC-1154(C盤) | 1.WE/GO 2.パラダイムシフト               |

### その他
- 夏へダイビング

ONE N' ONLY 1stアルバム『ON'O』TYPE-B収録

### 未発売曲
発表順。
- 夏へダイビング（仮）
- Winter Life
- Live My Life
- BURGER SHOPの彼女
- I wanna say... (new ver.)
- いけない恋の歌（仮称）[注 2]
- ジャンピングワインディングロード

### ミュージックビデオ
- 『ヘルプ ユー - YouTube』
- 『WE/GO - YouTube』
ミューザ川崎でのストリートライブ映像（公式）
- 『I wanna say… - YouTube』
- 『BREAK ME DOWN - YouTube』
- 『gomenne - YouTube』

## 出演

### テレビ
- EBiDAN アミーゴ！(BS日テレ、2016年8月20日 - 不定期)
- ミュージック☆ロード(BS11、2016年9月3日 - 不定期)
- 猫のひたいほどワイド（テレビ神奈川、2017年8月17日）ゲスト出演

山下永玖が猫の手も借り隊、木曜イエロー（リポーター）としてレギュラー出演(2018年4月5日 - 2020年3月26日)
- 関内デビル(テレビ神奈川、2018年5月24日)
- 「山梨ライブ ててて！TV」内 "ててて！変顔じゃんけん" (YBS山梨放送、2018年7月9日)
- 「超！アイドル戦線」(TOKYO MX、2018年10月25日)
- WOWOW PLUS MUSIC -深夜1時の音楽タイム-（歌謡ポップスチャンネル、2019年3月28日 - 5月9日）

木曜レギュラー「さとり少年団のさとってる場合じゃなーい！」

### ドラマ
- 戦慄女子 トル女編(山下永玖 CSチャンネル エンタメ～テレ、2018年9月22日)
- 主婦カツ！(BSプレミアム、上村謙信 6話 2018年11月11日、山下永玖 7話2018年11月18日)
- 痛快TV スカッとジャパン(山下永玖 フジテレビ、2019年5月27日、7月29日)
- それぞれの断崖(山下永玖 東海テレビ・フジテレビ系全国ネット 8話 2019年9月29日)

### 配信番組
- さとり少年団の『秘密結社SBC』(2016年7月31日-2017年7月28日)
- EBiDAN THE CUP！グランドチャンピオン決定戦(2017年1月26日)
- 「だんぜん!!LIVE」#68.83(ゲスト出演、2018年1月28日、9月2日)

その後、だんぜんファミリーに加入。#90(2018年12月18日)#91(2018年12月31日)
- オーイシ✕加藤の ニコ生☆音楽王(2018年5月9日)
- スタダ☆ゲート（不定期）

### 映画
- 『そちらの空は、どんな空ですか』(ショートフィルム、山下永玖･上村謙信、2015年公開)
- 『傷だらけの悪魔』(山下永玖、2017年公開)
- 『海辺の週刊大衆』(2018年公開)
- 『たった一度の歌』(山下永玖、2018年公開)

### ラジオ
- 「飛び出せ！まちの元気人」(FM GENKI（姫路シティFM）、2016年6月4日)
- 「ナガオカ×スクランブル」(CBCラジオ、2018年4月4日)
- 「沈黙の金曜日」(生出演、2018年5月11日)
- 「PrizmaX presents "EBi-Dunk!!"」(2018年6月21日)

番組内コーナー「さとり少年団〜We Are SBC〜」レギュラー(2018年7月5日-2019年12月26日)

### 書籍
- 『EBiDAN』 vol.7 内 EBiDAN＋ 掲載
- 『EBiDAN』 vol.8 内 EBiDAN THE STREET 掲載
- 『EBiDAN』 vol.9
- JUNON 6月号(2018)
- 『BOYS FILE』Vol.02
- JiSEKEN×EBiDAN 東京新聞 NIE特別授業 第2回(東京新聞朝刊、6月25日)
- 『EBiDAN』 vol.10
- 『EBiDAN』 vol.11
- 『EBiDAN』 vol.12(ONE N' ONLYとしても掲載)
- 王子辞典 The NEW WAVE(個人での掲載)
- ボーイズヴィレッジ 11月号(2018)
- 『EBiDAN』 vol.13(ONE N' ONLYとしても掲載)
- 『EBiDAN』 vol.14(ONE N' ONLYとしても掲載)

『MONOTONE CLASSY BOYS』Vol.02 （高尾颯斗、バックカバーにも掲載）
- 『BoyAge』 vol.10（2ndカバーにも掲載）

### ライブ

#### ワンマン・リリースイベント・EBiDANイベント

##### 2016年
- あめりかんザリガニ/さとり少年団合同城天ライブ(2016年6月5日)
- EBiDAN THE KiDS FES.2016 DAY2(2016年7月21日)
- EBiDAN THE UNiON～HALLOWEEN PARTY 2016～(2016年10月30日)

##### 2017年
- EBiDAN THE LIVE 2017 ～Summer Party～(2017年8月3日-4日)
- 「ヘルプ ユー」リリースイベント(2017年9月16日-11月19日)

##### 2018年
- SATORI de GO！～Kick Off～(2018年3月3日)
- 「WE/GO」リリースイベント(2018年3月18日-5月13日)
- OAO ～one and only～ EBiSSH vs SBC(2018年4月29日、5月6日)
- we are SBC !! ～KENSHIN 19th♥～(2018年7月15日)
- EBiDAN THE LIVE 2018 ～Summer Party～(8月28日-29日)
- we are SBC !! ～HAYATO 19th♥～(2018年9月16日)
- we are SBC !! ～EIKU 19th♥～(2018年12月15日)
- we are SBC !! ～Merry Christmas 2018～(2018年12月22日、24日、26日)

##### 2019年
- we are SBC !! ～KENSHIN 20th♥～(2019年7月7日)
- we are SBC!! 2019 ～夏へダイビング～(2019年7月20日、21日、27日)
- we are SBC !! ～HAYATO 20th♥～(2019年9月15日)
- さとり少年団×BoyAge Xmasライブ in サンリオピューロランド(2019年12月8日)
- we are SBC !! ～EIKU 20th♥～(2019年12月21日)

#### 出演イベント
- ミューザ川崎 ストリートライブ(2015年9月12日-2017年8月19日)

##### 2016年
- 姫路で絆を深めよう！(2016年6月5日)
- よみうりランド「プールWAI」波のプールステージ(2016年8月10日)
- ＣＢＣテレビ『アイドリぃむTV！』 Presents  アイドリぃむ！ LIVE！Special！(2016年10月29日)
- Club INSPIRE 6周年記念 Special～VJ Gou Presents Event～(2016年11月27日)

##### 2017年
- Sketch Up Vol.2(2017年3月5日)
- Sketch Up Vol.3(2017年4月16日)
- Boys INSPIRE こどもの日Special ～Club INSPIRE Presents Event～(2017年5月5日)
- ～SUGUYA presents GROOVY STREET DANCE VOX～『GACCHO! DP #62』(2017年6月18日)
- 2017FUN成都遊戯動漫節「Sketch Up WORLD 中国・成都ステージ」(2017年7月1日)
- ミンナアリガトウvol.10-夏休みSP-(2017年7月25日)
- CBCラジオ夏まつり2017(2017年7月30日)
- よみうりランド「プールWAI」波のプールステージ(2017年8月11日)
- OTODAMA SEA STUDIO 2017 SUPER SUMMER BOYS DAY(2017年8月20日)
- Sketch Up KANSAI(2017年8月13日)
- さとり少年団 ミニライブ＆トーク in夏サカス2017(2017年8月18日)
- EBiDAN OSAKA 大阪城（だいはんじょう）(2017年8月25日)
- みなとみらい東急スクエア Xmas 2017 " Xmasスペシャルライブ "(2017年12月24日)

##### 2018年
- JOL＊fes(2018年3月22日、9月18日)
- ミンナアリガトウ vol.12- 行くぞZEPP -(2018年4月17日)
- ユアエルム presents it!! SPRING FESTIVAL公開生放送(2018年4月30日)
- tvk『秋じゃないけど収穫祭2018』猫のひたいほどワイドステージ(山下永玖)、関内デビルステージ(2018年5月27日)
- NEON×NEON×NEON(2018年6月25日)
- だんぜん!!FES mini #2(2018年7月22日)
- 「edge～エッジ～ててて！ラララ♪祭りスペシャル」(仮)(2018年7月1日)
- MEN’S PANIC 2018(2018年8月12日)
- CBCラジオ夏まつり2018(2018年7月29日)
- KHB×GIP Presents 仙台七夕野音コンサート(2018年8月8日)
- りゅうか 夢の種まつり ～夏祭り大作戦！～(2018年8月19日)
- 東京常夏フェス2018(2018年8月31日)
- ABSまつり2018(2018年9月23日)
- 2018グリーンリボン ランニング フェスティバル(2018年10月8日)
- SPORTS of HEART(2018年10月13日)
- @JAM MEN 2018(2018年10月18日)
- ト☆キ☆メ☆キ Night TOHO gakuen presents 6days(2018年11月6日)
- さがみ湖イルミリオンライブ featuring 月曜の夜だから...。(2018年11月24日)

##### 2019年
- だんぜん!!FES(2019年1月13日)
- JOL*fes2019～Winter～(2019年1月26日)
- SPOTLIGHT(2019年1月30日)
- Menʼs IDOL Festival ～メジャーのマ横～(2019年2月3日)
- 猫のひたいほどワイド　祝３周年感謝祭　～バッジより大切なもの～(山下永玖、2019年3月9日)
- SHIBUYA SUMMIT 2019 supported by SWISH, だんぜん!!FES, JOL*fes(2019年7月15日)

##### 2020年
- 山梨県警察・１日通信指令課長(山下永玖、2020年1月10日)
- 猫のひたいほどワイド　祝４周年感謝祭　～ホワイトナイトの贈り物～(山下永玖、2020年3月14日)新型コロナウイルス感染対策の政府の要請により中止

## コラボ
- さとり少年団×ヴィレッジヴァンガードコラボグッズ(2019年8月10日発売)[30]

## タイアップ
| 曲名        | タイアップ                                                                                  |
| ----------- | ------------------------------------------------------------------------------------------- |
| ヘルプ ユー | TBSアニメ「トミカハイパーレスキュードライブヘッド〜機動救急警察〜」10月度オープニング主題歌 |
| WE GO       | ABS秋田放送「ごくじょうラジオ」内、”パワープレイ ～ごくじょうな１曲～                       |